# Гаркушино (Днепропетровская область)
Гаркушино (укр. Гаркушине) — село,
Александропольский сельский совет,
Солонянский район,
Днепропетровская область,
Украина.
Код КОАТУУ — 1225080507. Население по переписи 2001 года составляло 58 человек .

## Географическое положение
Село Гаркушино находится в 2,5 км от правого берега реки Камышеватая Сура,
на расстоянии в 2,5 км от сёл Вольное, Кринички, Новоандреевка и Крутенькое (Томаковский район).
По селу протекает пересыхающий ручей с запрудой.
Рядом проходит автомобильная дорога Т-0420.